# Galeottia ciliata
Galeottia ciliata là một loài thực vật có hoa trong họ Lan. Loài này được (Morel) Dressler & Christenson mô tả khoa học đầu tiên năm 1988.

## Hình ảnh

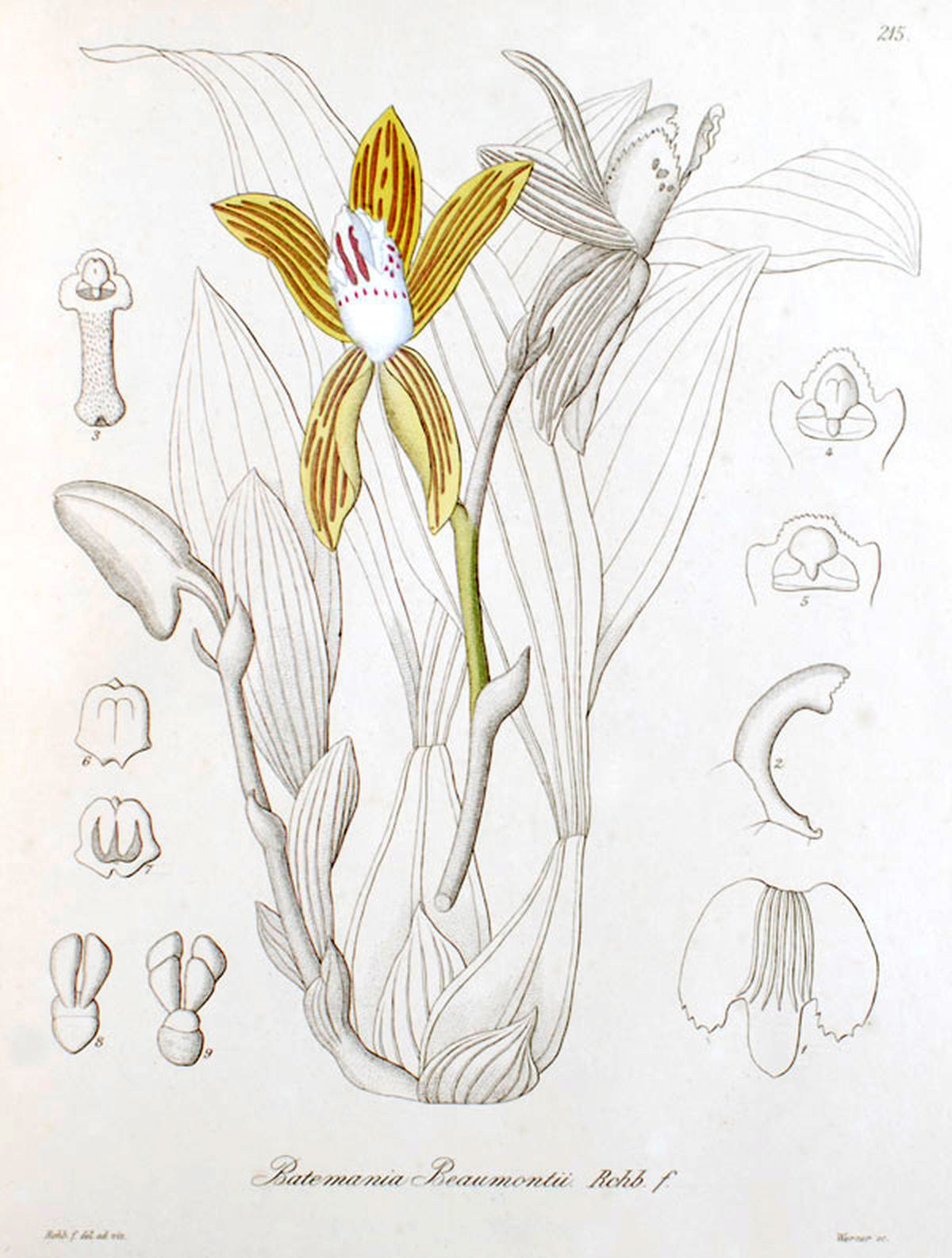